# Spanische Thronfolge 1868–1870

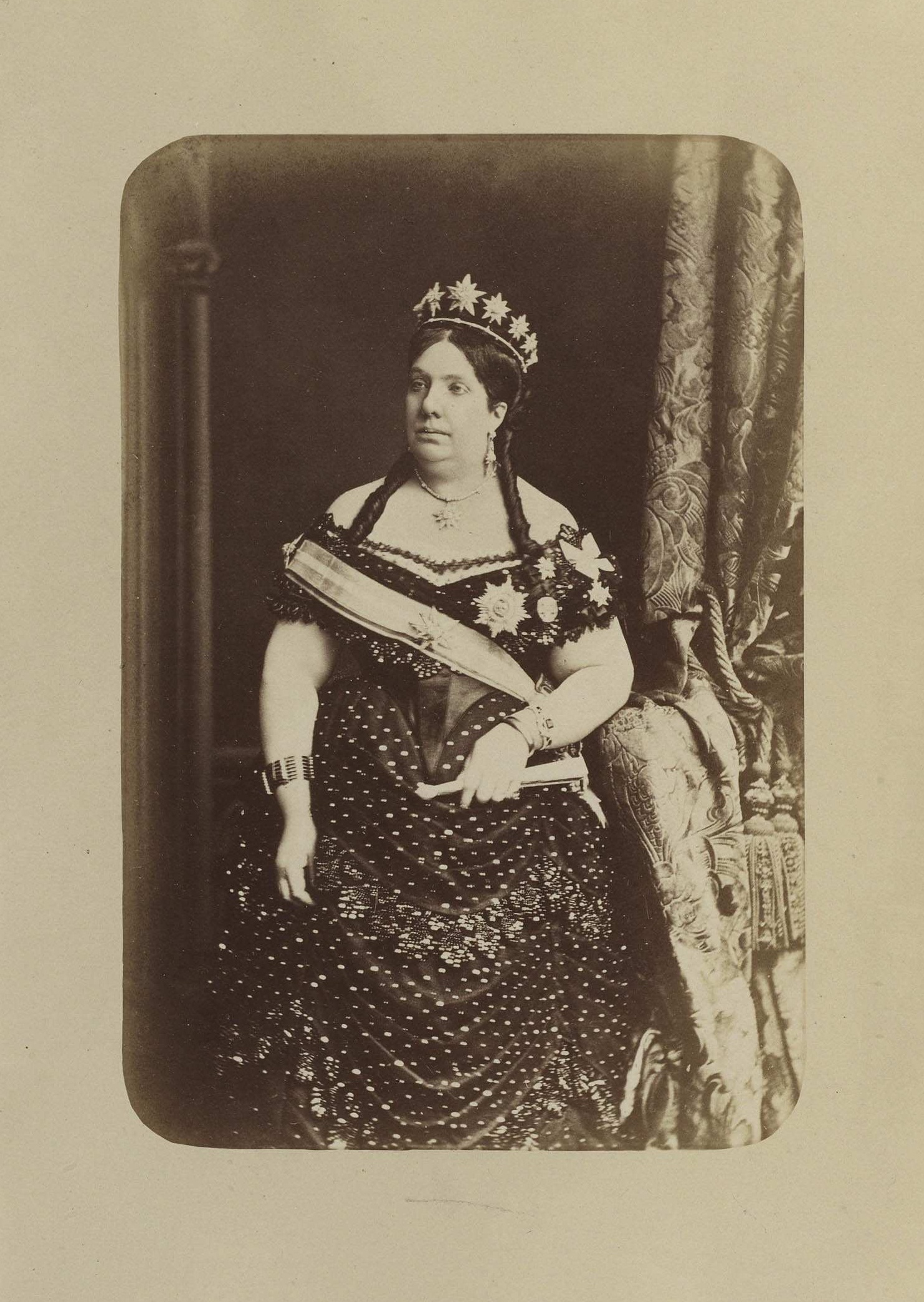
Isabella II. von Spanien (1830–1904) wurde 1868 abgesetzt, es folgte eine zweijährige Suche nach einem Nachfolger

Bei der Spanischen Thronfolge 1868–1870 ging es um die Nachfolge von Königin Isabella II., die durch einen Putsch im September 1868 ihren Thron verloren hatte. Die Anführer dieser September-Revolution, die Generäle Juan Prim und Francisco Serrano Domínguez, suchten in ganz Europa nach einem geeigneten neuen König.
Einer der möglichen Kandidaten war Leopold von Hohenzollern, ein 34-jähriger Prinz aus dem katholischen Haus Hohenzollern-Sigmaringen. Er war mit dem preußischen König und Inhaber des norddeutschen Bundespräsidiums verwandt, das heißt mit Wilhelm I. von Preußen, der später erster Deutscher Kaiser wurde. Der norddeutsche Bundeskanzler Otto von Bismarck hat Leopold zur Annahme des Angebotes geraten, dieser willigte am 19. Juni 1870 ein.
Als der französische Botschafter in Spanien am 2. Juli 1870 erfuhr, dass die Spanier bald Leopold krönen wollten, führte dies zu einem Aufschrei in Frankreich. Die französische Regierung drohte mit Krieg gegen Preußen, weswegen Leopold am 12. Juli seine Kandidatur zurückzog. Die französische Regierung suchte aber weiterhin die Konfrontation und bedrängte daraufhin den preußischen König Wilhelm, eine ähnliche Kandidatur für die Zukunft auszuschließen. Wilhelm, der zur Kur in (Bad) Ems weilte, lehnte weitergehende Erklärungen dazu ab und beauftragte per Emser Depesche Bismarck, die Presse darüber zu informieren. Bismarcks Mitteilung war so formuliert, dass sie den Kontakt zwischen beiden Seiten als schroff und undiplomatisch erscheinen ließ. In beiden Ländern war die Empörung groß, und am 19. Juli erklärte Frankreich Preußen den Krieg. Der Deutsch-Französische Krieg von 1870/71 begann, welcher mit einer Niederlage Frankreichs enden sollte.
Im November 1870 wählte das spanische Parlament einen der anderen Kandidaten zum König, den italienischen Herzog von Aosta, Amadeus. Die politische Situation in Spanien blieb allerdings dauerhaft instabil. Bereits im Februar 1873 dankte Amadeus ab. Schließlich kam wieder ein Bourbone auf den spanischen Thron.

## Vorgeschichte

### Bedeutung für Europa
Die Flucht Isabellas aus Spanien wurde als Bloßstellung und Schwächung Frankreichs interpretiert, und zugleich als Chance für Italien und Deutschland. So kam es zu Verdächtigungen, der Herzog von Montpensier (ein innenpolitischer Gegner Napoleons) habe mit Bismarcks Unterstützung zu Isabellas Sturz beigetragen. Der französische Ministerpräsident Émile Ollivier kannte die Gerüchte, gab aber zu, dass die revolutionäre Bewegung in Spanien älter war und keinen Anstoß aus Berlin benötigte. Ein direkter preußischer Einfluss ist auch deshalb unwahrscheinlich, weil man ohne persönliche Beziehungen war und weil der Sturz einer Königin nicht zum legitimistischen Standpunkt in Berlin gepasst hätte.
Der norddeutsche Bundeskanzler Bismarck interpretierte in einem internen Schreiben den Sturz Isabellas als günstig für den Frieden, weil ein französischer Angriff auf Preußen unwahrscheinlicher werde. Das Offenhalten der Thronfolge sei in Preußens Interesse, außerdem solle Preußen sich das Wohlwollen des Übergangsregimes erhalten. König Wilhelm betonte in einer Rede vor dem preußischen Landtag die Unabhängigkeit Spaniens. Für Bismarck war die Thronfolge zunächst nicht wichtiger als der St. Gotthard-Tunnel oder der Kaiserplan von 1870: nur ein weiterer Dorn im Fleische Napoleons III., eine Gelegenheit zur Provokation.
Für Preußen war die Spanische Thronfolge also die Chance, Napoleon zu stören und von der deutschen Frage abzulenken, aber auch, um sich Spanien als möglichem Bundesgenossen zu nähern. Möglicherweise glaubte Bismarck an ein neues Bündnis: Mit einem preußenfreundlichen Spanien im Rücken hätte Frankreich vor einem Krieg zurückgeschreckt, oder im Kriegsfall hätte Frankreich in einen Zweifrontenkrieg geraten können, wie Österreich 1866 mit Italien. Frankreich hoffte seinen Einfluss auf Spanien zu stärken, wenn dort wieder ein Bourbone König würde. Dadurch hätte Frankreich, schreibt Hans-Otto Kleinmann, einen „Trumpf für die Einkreisungspolitik gegenüber Preußen“ erhalten. Italien sah gern ein außenpolitisch stärkeres Spanien, das sich gegen Frankreichs Großmachtsucht richtete. Großbritannien, Russland und Österreich hingegen warteten aus unterschiedlichen Gründen ab und versuchten, den Frieden zu erhalten.

### Situation Spaniens

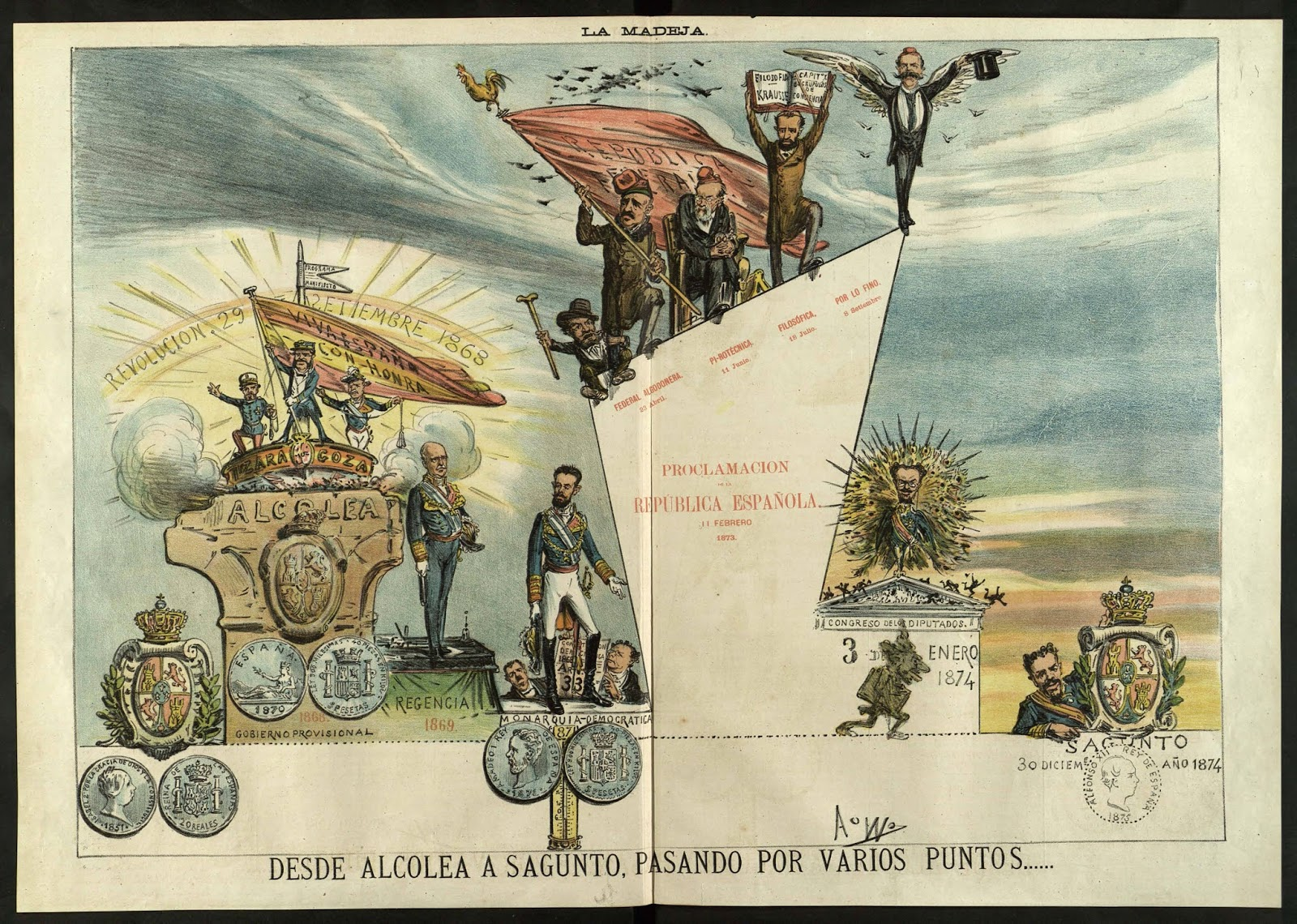
Karikatur auf die spanische Revolution von 1868 und die sich daran anschließenden demokratischen Jahre

Spanien hatte im Vergleich zum 18. Jahrhundert eine schwierigere außenpolitische Lage. Es hatte die meisten seiner Kolonien verloren, in Frankreich und Spanien waren nicht mehr gleichzeitig Bourbonen auf dem Thron, und Konflikte im Innern verhinderten eine Politik des nationalen Interesses. Spanien hätte gern nur im Einklang mit Frankreich und Großbritannien gehandelt, um sich nicht einseitig an Frankreich zu binden, doch Großbritannien verhielt sich gerade 1860–1870 außenpolitisch zurückhaltend. Frankreich war ein übermächtiger Nachbar, sowohl diplomatisch als auch wirtschaftlich. Im spanischen Interesse war es, gerade nach der Revolution von 1868, enge Bande auch zu anderen Mächten zu knüpfen.
In Spanien vereinten die Liberale Union, die Fortschrittspartei und die Demokraten kurzfristig ihre Kräfte gegen die Republikaner. Diese hatten in den Verfassungsberatungen 1869 gefordert, dass das Staatsoberhaupt ein Spanier sein müsse, in Spanien geboren und von spanischen Eltern. Praktisch wäre dann nur ein republikanisches Staatsoberhaupt möglich gewesen. Die Mehrheit verwarf dies und stimmte am 21. Mai ausdrücklich für eine Monarchie. Am 12. Juni musste Prim im Parlament erklären, dass die Regierung noch keinen Kandidaten vorstellen könne. Das liege daran, dass Spanien erst jetzt seine verfassungsmäßige Ordnung vervollständige, und dass Unruhen im Land Kandidaten abschreckten. Dringendste Aufgabe der Übergangsherrschaft sei daher zunächst die Wiederherstellung von Ruhe und Ordnung. Serrano wurde am 15. Juni Regent, also ein vorläufiger Ersatzmonarch.

### Anforderungen an einen Kandidaten

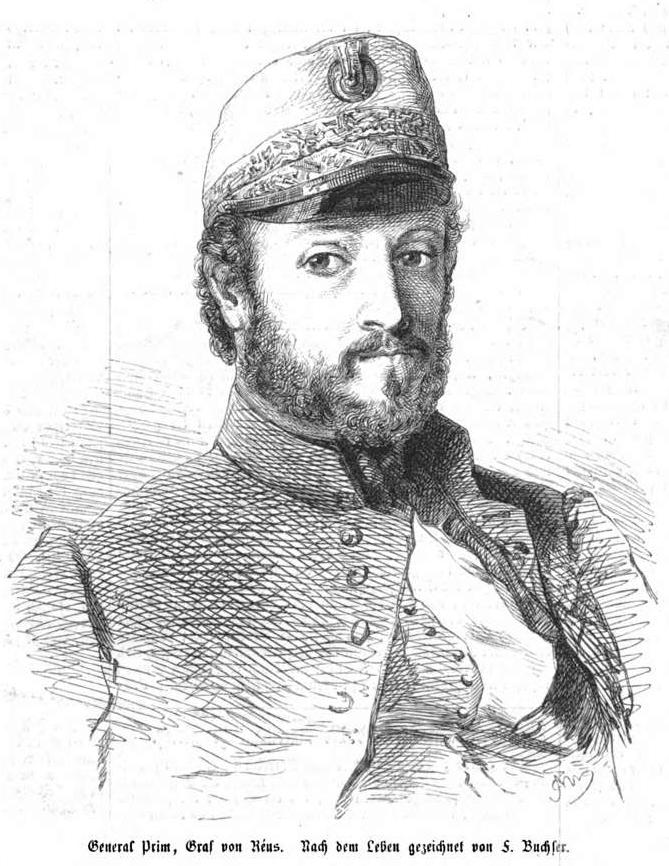
Juan Prim im Jahr 1861. Später in der Übergangszeit wurde er Ministerpräsident Spaniens.

Die Suche nach einem Kandidaten erwies sich als ausgesprochen schwierig. Die Anforderungen schlossen einen Spanier mehr oder weniger aus. Dennoch wollte das Volk an sich keinen Ausländer auf dem Thron.
- Grundsätzlich war nur an einen Mann aus dem europäischen Hochadel zu denken. Er sollte einem regierenden Fürstenhaus angehören.
- Der Kandidat sollte Katholik sein. Das Volk hätte es nicht als glaubwürdig empfunden, wenn jemand die Religion gewechselt hätte, nur um König zu werden. Allerdings sollte der Kandidat nicht so strenggläubig sein, dass er den Liberalen missfallen hätte.
- Er sollte intelligent sein und eine angenehme, charakterfeste Persönlichkeit haben.
- Von Vorteil war es, wenn er nicht zu jung und nicht zu alt war. Außerdem sah man es gern, wenn der Kandidat bereits einen Sohn hatte, der einmal die Dynastie fortführen würde.
- Spaniens Außenpolitik sollte von der Thronfolge profitieren und nicht etwa zusätzlich belastet werden. Napoleon III. sollte nicht gegen den Kandidaten sein, der sonst einen besonders starken Rückhalt hätte haben müssen, national und international.[9]

Auch die Frage der Dynastie erschwerte die Auswahl. Die revolutionäre Führung in Madrid lehnte jeden ab, der aus der gestürzten Dynastie der Bourbonen stammte oder mit dieser allzu nahe verwandt war. Diese Haltung galt vor allem für den Ministerpräsidenten Prim. Das schloss sowohl spanische als auch ausländische (etwa französische) Vertreter ein; in Frankreich hatten die Bourbonen bis 1830 regiert. Ferner gab es in Spanien die umstrittene Karlistenbewegung mit ihrem eigenen Kandidaten, der für die Revolutionäre ebenfalls unannehmbar war.
Nach Möglichkeit wollten die Revolutionäre einen Konflikt mit Napoleon III. vermeiden: Dieser war vor allem gegen Kandidaten aus dem Hause Orleans, also derjenigen Dynastie, die 1848 in Frankreich gestürzt worden war. Napoleon lehnte schließlich auch den süddeutschen Hohenzollern Leopold ab, aus zwei Gründen: Napoleon fürchtete den Einfluss der Hohenzollern in Europa, nachdem bereits in Rumänien ein solcher König geworden war, und Leopold war mit einem Franzosen verwandt, der sich 1813 den Alliierten gegen Napoleon I. angeschlossen hatte.
Schließlich musste der Gesuchte überhaupt Kandidat werden wollen. Wegen der unruhigen Lage in Spanien war der Thron nicht gerade attraktiv.

## Kandidaten

### Herzog von Montpensier

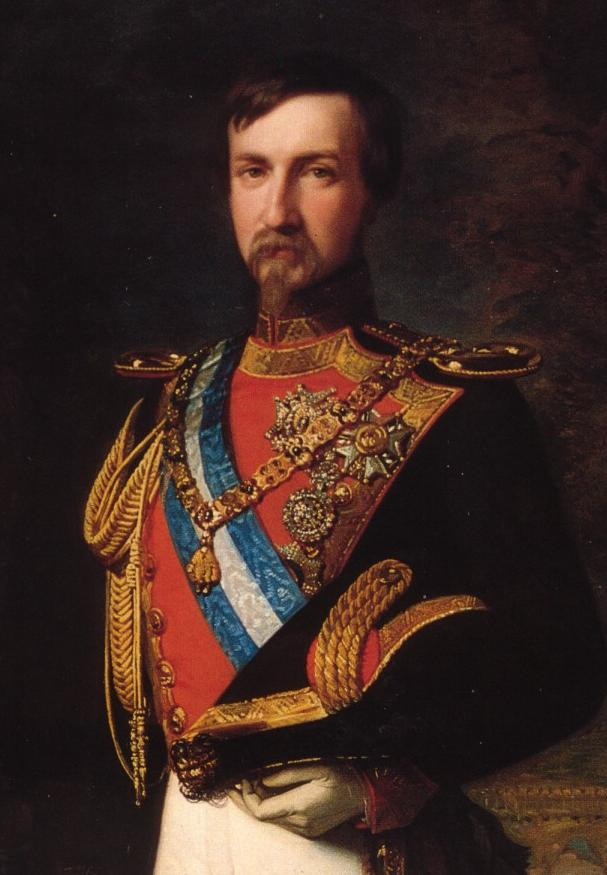
Antoine von Orléans, Herzog von Montpensier, hatte nicht nur Napoleon III. zum Gegner, sondern war in Spanien unbeliebt.

Antoine, Herzog von Montpensier, war der Schwager der abgesetzten Königin Isabella, nämlich der Ehemann ihrer Schwester Louise. Als Louise sich einer Kandidatur verschloss, richteten die Blicke sich auf ihren Mann Antoine. Allerdings war Antoine der jüngste Sohn von Louis-Philippe I., des französischen Königs von 1830 bis 1848 aus dem Hause Orléans. Napoleon III. würde diesen Vertreter einer konkurrierenden französischen Dynastie vehement zu verhindern suchen. Antoine hätte auf dem spanischen Thron auch keine Unterstützung der Fortschrittspartei und der Demokraten erwarten dürfen. Prim sprach sich ebenfalls gegen den Ehemann einer Bourbonin aus, das wäre die Fortführung des jüngeren Zweigs jener Erblinie gewesen, die er gestürzt hatte.
Napoleon III. hielt einen Orléans als spanischen König für das schlechteste Ergebnis der Kandidatensuche, wie er zum Beispiel im Februar 1869 meinte. Er hätte es als persönliche Beleidigung gesehen und befürchtete, dass Montpensier sich mit Bismarck verständigen werde. Die Führer der Liberalen Union fanden Montpensier unsympathisch und nicht vertrauenswürdig. Hätte es keinen Widerstand aus Frankreich gegeben, hätten sie ihn vielleicht als letzte Wahl akzeptiert.
Salazar, ein Vertrauter Prims, meinte im Februar 1870, wer in zwei Nachwahlen nicht in das spanische Parlament gewählt worden ist, könne wohl kaum König werden. Spätestens, nachdem Montpensier im März 1870 im Duell den ehemaligen Infanten Don Enrique von Bourbon getötet hatte, gab es für ihn keinerlei Aussichten auf den Thron mehr. Die spanische Regierung benutzte ihn nur noch als Negativ-Figur, um dem französischen Kaiser weitere Kandidaten annehmbar zu machen.

### Portugiesische Kandidaten

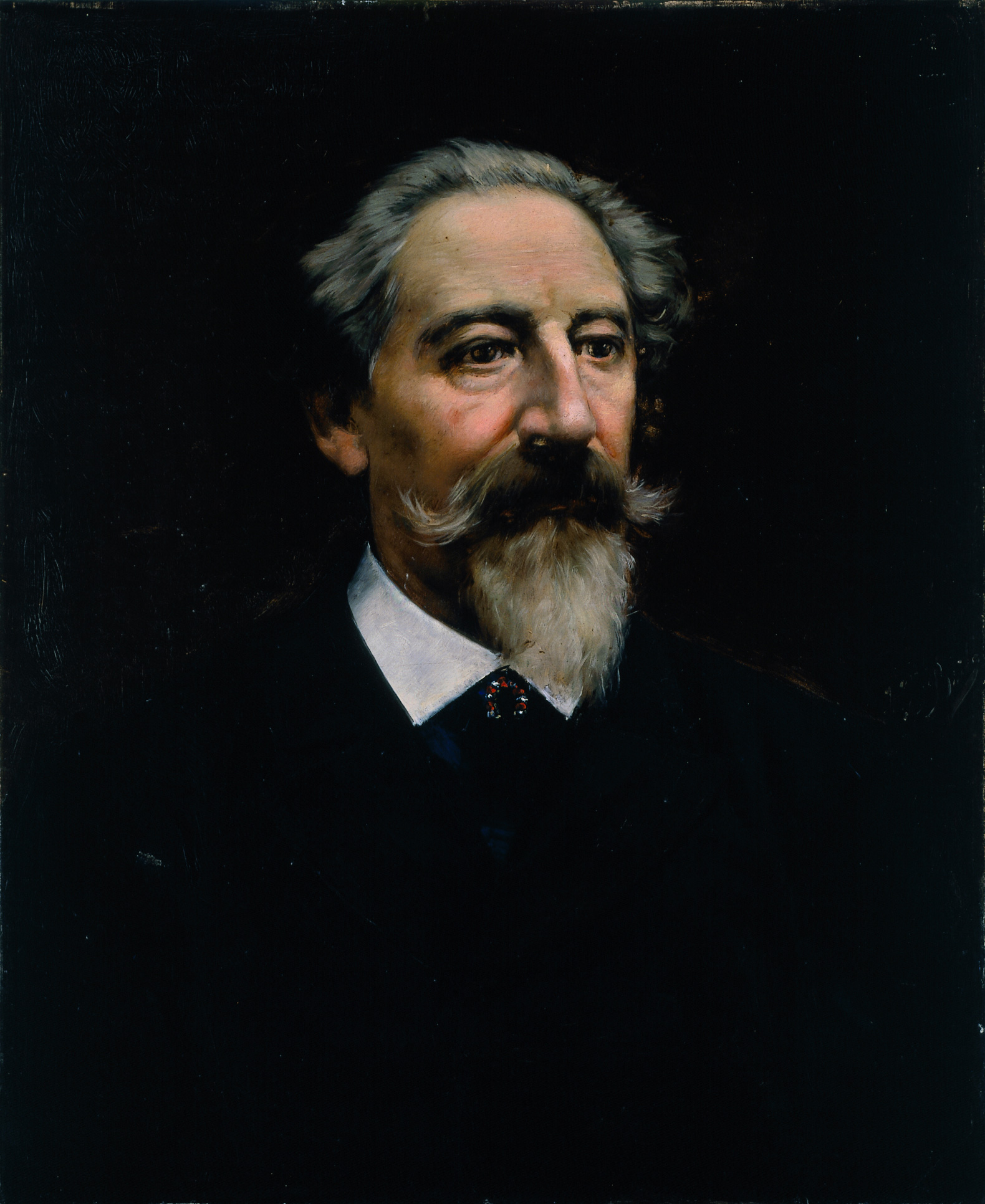
Ferdinand von Sachsen-Coburg-Gotha: Als Ferdinand II. war er König von Portugal von 1837 bis 1853 und Regent für zwei Jahre anstelle seines Sohns

Anfang 1869 konnten die Führer der Fortschrittspartei und der Demokraten sich Ferdinand als König vorstellen. Er war der ehemalige König Portugals und Vater des aktuellen Königs Luis. Auch ein anderes Mitglied des Hauses Braganza wäre willkommen gewesen. Mitte Januar 1869 scheiterte der Versuch, Ferdinand zur Kandidatur zu bewegen. Er wollte seinen Ruhestand nicht aufgeben.
Ferdinands Kandidatur hätte keine andere Nation beunruhigt. Er stammte aus dem Hause Sachsen-Coburg-Gotha, war 52 Jahre alt, gesund, von Geburt katholisch, aber von liberaler Gesinnung, und hatte in Portugal die parlamentarische Regierungsweise eingeführt. Er beherrschte Spanisch, war politisch erfahren und liebte Kunst und Wissenschaft. Sogar die Republikaner hätten ihn im Interesse der nationalen Einheit akzeptiert. Er hatte genügend Nachfahren für eine spätere Thronfolge. Würde sein Sohn, der portugiesische König Luis, sein Nachfolger in Spanien, wäre Iberien unter einem einzigen König vereint. (Diese Aussicht war in Spanien allerdings populärer als in Portugal.)
Zwar hatte Ferdinand bereits den griechischen Thron abgelehnt, aber man vermutete, dass er sich bei einem Ruf der großen Mehrheit des spanischen Parlaments nicht verweigern würde. Doch als im April 1869 die Zeitungen schon berichteten, dass das spanische Kabinett Ferdinand den Thron antragen wolle, berichtete der portugiesische Botschafter in Madrid: Ferdinand würde die Wahl ablehnen.

### Italienische Kandidaten
Das Haus Savoyen war schon seit 1713 durch die Pragmatische Sanktion eine Art Aushilfs-Dynastie für Spanien. Ein Kandidat aus Italien hätte automatisch die Unterstützung dieser europäischen Macht hinter sich gehabt. Napoleon III. hätte mehr Rücksicht auf Spanien nehmen müssen, um nicht Italien für seinen geplanten anti-preußischen Dreibund mit Österreich zu verlieren.
Viele Spanier hätten einen italienischen Fürsten abgelehnt, aus antiklerikalen und papstfeindlichen Gründen. Dennoch nahm Prim den Vorschlag eines ehemaligen spanischen Botschafters in Florenz auf, dass dieser mit Amadeus von Savoyen sprach, dem Herzog von Aosta und zweiten Sohn des italienischen Königs Viktor Emanuels II. Kurzfristig dachte man an Herzog Ferdinand von Alençon. Er sprach perfekt Spanisch und hatte seine militärische Ausbildung in Spanien absolviert. Allerdings war er ein Orleans.
König Viktor Emanuel II. schlug seinen fünfzehnjährigen Neffen Thomas vor, den Herzog von Genua. Im Oktober 1869 sprach eine spanische Kommission der monarchistischen Parteien sich für Thomas aus. Dies führte aber sogleich zu Ministerrücktritten, und Ende Dezember musste Viktor Emanuel berichten, dass er sich gegen den Widerstand der Herzogsmutter nicht habe durchsetzen können. Nach fünfzehn Monaten hatte Spanien immer noch keinen König, und das Kabinett trat Anfang Januar 1870 geschlossen zurück. In dieser Situation, so Lawrence D. Steefel, sei es nur natürlich gewesen, abermals an Leopold von Hohenzollern zu denken.

### Spanische Kandidaten
General Baldomero Espartero, bereits 75 Jahre alt, war ein ehemaliger Ministerpräsident aus der Zeit der Regentin Maria Christina (1840). Er wäre eine Art „Volkskönig“ gewesen. Trotz seines Ansehens hatte er in den Cortes keine Mehrheit, und international war er nicht abgesichert. Prim machte ihm am 13. Mai 1870 ein Angebot, das der General jedoch ablehnte.
Don Carlos (Karl VII.) war der Führer der Karlisten. Ihn lehnten die Revolutionäre ebenso ab wie die Bourbonen.

### Leopold von Hohenzollern

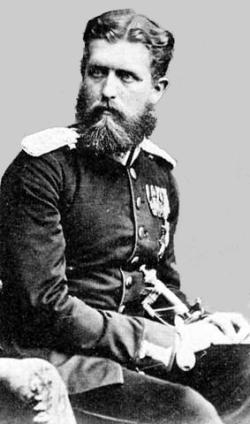
Leopold von Hohenzollern, geboren 1835, hatte 1866 als preußischer Offizier am Deutschen Krieg teilgenommen. Verheiratet war er mit der portugiesischen Königstochter Antonia Maria.

Leopold von Hohenzollern war volljährig, aber nicht zu alt, katholisch, aber nicht ultramontan. Zu Beginn der Neuen Ära in Preußen hatte sein Vater Karl Anton als preußischer Ministerpräsident gedient. Leopolds Bruder Karl war seit 1866 konstitutioneller Monarch in Rumänien. Leopold konnte als gemäßigt-liberal und daher als geeignet für die neue Ordnung in Spanien angesehen werden. Zwar gehörte er offiziell zum preußischen Königshaus, doch war er mit Napoleon III. näher verwandt als mit dem preußischen König Wilhelm. Er hatte bereits Söhne, die die Linie weiterführen konnten. Seine Frau war eine portugiesische Prinzessin, das machte eine spätere Vereinigung der iberischen Königreiche denkbar. Im Februar 1870 beschrieb Salazar Leopold als angenehm, doch er hatte einige Zweifel an dessen Kraft und Charakterstärke.
Bereits im Herbst 1866 hatte der preußische Diplomat Georg von Werthern ein Gespräch mit Mitgliedern der spanischen Unión Liberal. Diese sprachen von einem baldigen Sturz der Königin und einen möglichen Nachfolger; Werthern sagte ihnen, der geeigneteste sei Leopold. Als er Ende 1866 wieder in Deutschland war, so behauptete Werthern später, habe er Leopolds Vater Karl Anton auf die Sache aufmerksam gemacht; jedenfalls kann Karl Anton nicht sehr beeindruckt gewesen sein. Wann genau der preußische Ministerpräsident und norddeutsche Bundeskanzler Bismarck sich erstmals für die spanische Thronfolge interessiert hat, bleibt umstritten. Zeitgenossen und Historiker haben auf Reisen preußischer Militärs und Diplomaten wie Theodor von Bernhardi nach Spanien hingewiesen.

Karl Anton von Hohenzollern-Sigmaringen, Vater Leopolds, Bild von 1886

Schon als das Übergangsregime eingerichtet wurde, handelte die internationale Presse Leopold als möglichen Kandidaten. Zu diesem frühen Zeitpunkt konnten allerdings nur Gerüchte dahinterstecken.
Karl Anton schrieb Anfang Dezember 1868 an seinen Sohn Karl I. von Rumänien, man selbst wisse gar nichts von dieser Kandidatur, die ständig in der Presse auftauche. Würde sie an das Haus herangetragen werden, würde er niemals dazu raten: Schon wegen des Hohenzollern-Herrschers in Rumänien sei Frankreich eifersüchtig und würde einen Hohenzollern in Madrid nicht akzeptieren. Am 19. April 1869 erhielt Karl Anton einen Brief seines Schwiegersohns, Philipp von Flandern: Laut belgischer Regierung hieß es aus Spanien, dass die Kandidatur Leopolds gute Chancen hätte. Davon berichtete Karl Anton dem preußischen König. Wilhelm bestätigte Karl Anton, dass er Leopold zu keiner Kandidatur drängen werde.

## Hohenzollern-Kandidatur 1870

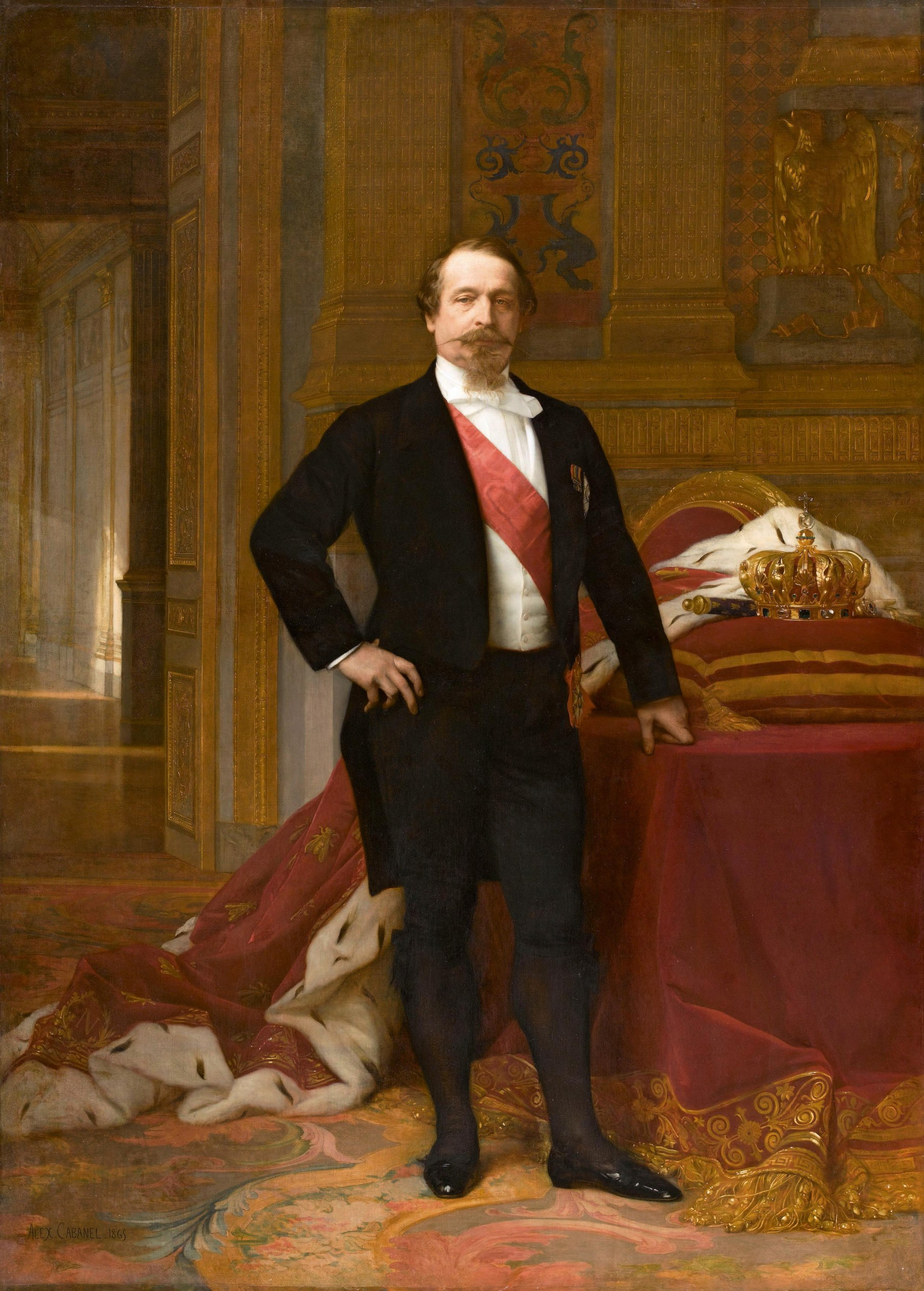
Napoleon III. um das Jahr 1865. Gewählt vom französischen Volk im Jahr 1848 machte er sich 1852 selbst zum Kaiser.

### Zuspitzung auf Leopold ab 1869
Noch Anfang 1869 erschienen Ferdinand und der Herzog von Montpensier als die wahrscheinlichsten Kandidaten. Im März 1869 schrieb der spanische Botschafter in Lissabon einem Kollegen, dieser solle seine Kontakte zu Marschall Prim nutzen, um Leopold vorzuschlagen. Leopold sei eine exzellente Person und mit dem Botschafter persönlich bekannt. Napoleon III. würde an Leopold wohl keinen Gefallen finden, diesen aber immer noch dem Herzog von Montpensier vorziehen. Napoleon selbst nahm damals eine Kandidatur Leopolds noch nicht ernst. Persönlich hatte er nichts gegen den Hohenzollern, lehnte ihn aber als Nachfahren von Joachim Murat ab. Der französische Kaiser zog Alfons vor, den Sohn Isabellas.
Salazar, als Gesandter Prims, traf sich im September 1869 in Deutschland mit Karl Anton und dessen Söhnen Karl und Leopold, um informell die Möglichkeiten zu ergründen. Karl lehnte es ab, den rumänischen Fürstentitel für die spanische Krone einzutauschen. Leopold zeigte wenig Neigung, die Krone anzunehmen, wies das Angebot aber auch nicht absolut zurück. Als Vorbedingungen nannte Leopold gegenüber Salazar: Seine Wahl müsse einstimmig sein, es dürfe keine Konkurrenz mit einem anderen Kandidaten geben, Napoleon müsse einverstanden sein und seine Wahl dürfe in keiner Weise gegen Portugal gerichtet sein.
Zwischen dem 6. und dem 17. Februar traf Prim die Entscheidung, Salazar wieder nach Deutschland zu schicken. Er erhielt einen Brief mit, in dem der spanische Ministerpräsident Leopold um eine positive Antwort bat. Im Februar 1870 überzeugte Salazar Karl Anton von der Kandidatur. Dieser schrieb seinem Sohn, er solle die Entscheidung in die Hände des preußischen Königs legen. Die Sache dürfe nicht emotional behandelt werden, sondern sachlich und als Familienentscheidung. Wenn der König sie weiter betrachten wolle, möge er Karl Anton nach Berlin bitten und auch die Meinung des Kronprinzen Friedrich sowie die Bismarcks hören.
In einem Brief vom 1. März an seinen Vater Karl Anton berichtete Leopold, König Wilhelm sei noch unentschieden. Bismarck habe gesagt, es müsse mit Blick auf die politischen Beziehungen Europas eine Republik in Spanien verhindert werden. Es geriete dem gesamten Haus Hohenzollern zur Ehre, wenn einer der ihren auf den spanischen Thron käme. Ansonsten könnte ein Bayern-Prinz in Spanien in die Hände der „Ultramontanen“ spielen, also den Katholiken.
König Wilhelm gegenüber meinte Bismarck: Käme es zum Krieg zwischen Frankreich und Preußen, und hätte Spanien dann eine deutschfreundliche Regierung, müsse Frankreich ein oder zwei Armeekorps an der Grenze zu Spanien belassen. Ein Hohenzollern auf dem spanischen Thron würde also die Kriegsgefahr verringern. Die Erhaltung des Friedens hänge nicht vom guten Willen Frankreichs, sondern von der starken Position Preußens ab. Daher dränge Bismarck den König, dafür zur sorgen, dass Leopold die Krone annehme.
Bismarcks Memorandum an den König vom 9. März 1870 wurde unterschiedlich interpretiert. Das eine Extrem war die Auffassung, Bismarck habe selbstlos Spanien mit einem König versehen wollen, der Napoleon annehmlicher sein musste als der Herzog von Montpensier oder eine Republik. Das andere Extrem war der Vorwurf, Bismarck habe Frankreich bereits zu einer Kriegserklärung provozieren wollen. In dieser Schärfe war dies aber unwahrscheinlich, da Bismarck sich normalerweise nicht die Hände in einer Weise band, die nur ein Ergebnis zugelassen hätte. Die Risiken einer Hohenzollern-Thronfolge waren ihm allerdings bewusst. Alle Beteiligten wie Prim und Karl Anton fürchteten Napoleons Widerstand, unsicher war allerdings das Ausmaß dieses Widerstands. Bismarck spielte die Kriegsgefahr herunter.
Bei einem Diner im Berliner Schloss besprach der König die Angelegenheit in vertraulicher Runde. Kronprinz Friedrich schloss sich der Besorgnis des Königs an, was die unsichere Lage in Spanien und die Ungewissheit bezüglich der internationalen Reaktionen anging. Außerdem gebe es die Opposition von legitimen Thronfolgern und man wisse nicht, wie sich die Stimmen im spanischen Parlament verteilten. Die meisten anderen Teilnehmer der Runde wie Rudolph Delbrück und Albrecht von Roon waren optimistischer. Die vorgebrachten Argumente stimmten Karl Anton und Leopold um, und am 16. März erklärten sie gegenüber dem König, Leopold sei für das „Opfer“ bereit, wenn Wilhelm es befehle. Dessen verweigerte Wilhelm sich allerdings weiterhin.

### Entscheidung zur Kandidatur und Veröffentlichung
Karl Anton wollte zu einer Entscheidung kommen und drei Punkte geklärt haben: Es müsse im spanischen Parlament mindestens eine Zweidrittel- bis Dreiviertelmehrheit für Leopold geben; es dürfe kein Staatsbankrott drohen; die geplanten antiklerikalen Gesetze müssten so rechtzeitig verwirklicht werden, dass man Leopold nicht mehr damit in Verbindung bringen werde. Prim und Serrano drängten auf eine rasche Entscheidung, möglichst vor dem nächsten Zusammentritt des Parlaments am 19. April, da Gerüchte umhergingen, die Übergangsherrscher wollten den königslosen Zustand absichtlich verlängern. Sie ließen Bismarck wissen, dass Leopold der beste Kandidat sei. Frankreich werde Spanien keine Vorwürfe machen können, denn schließlich gehe es um die Interessen Spaniens, nicht Preußens.
Prim schrieb im April Bismarck einen Brief, laut dem Prims Position bald unhaltbar werde. Die Lage in Spanien sei sicher für Leopold. Wer eine Dynastie gründen will, müsse eben ein wenig riskieren. Daneben nahm Prim Kontakt mit Ferdinand auf, der seine Meinung nicht ändern wollte, und mit Marschall Baldomero Espartero, Herzog von Vitoria, der vielleicht einzig denkbare spanische Kandidat. Er sagte jedoch mit Verweis auf sein Alter und seine Gesundheit ab.
Berichte über die günstige Lage in Spanien stimmten Leopold Ende Mai optimistischer, und Kronprinz Friedrich ließ sich von Karl Anton als Vermittler zwischen Leopold und dem König gewinnen. Am 19. Juni schließlich stimmte Leopold zu, zwei Tage später auch Wilhelm. Bismarck drängte auf Heimlichkeit beim weiteren Vorgehen, um den Eindruck zu vermeiden, es handele sich um eine amtliche Angelegenheit. Offiziell blieb er dabei, dass es um eine Familienangelegenheit der Hohenzollern gehe. Er konnte kaum annehmen, damit durchzukommen, so der Historiker Lothar Gall. Aber wenn Frankreich versuchen würde, diese Fiktion zu durchstoßen, würde es offenbaren müssen, dass es mit seinem Widerstand in Wahrheit die Eindämmung Preußens beabsichtige. Bismarck ging davon aus, dass dann die deutsche Nation sich hinter Preußen stellen würde.
Bismarck wollte Frankreich vor vollendete Tatsachen stellen. Zwischen Bekanntgabe der Kandidatur Leopolds und der Königswahl sollte möglichst wenig Zeit vergehen. Dieser Plan missglückte jedoch: Das Telegramm eines spanischen Verhandlers wurde in Deutschland falsch dechiffriert. Die Folge war, dass die spanische Regierung die Wahl nicht auf einen baldigen Termin legte, sondern erst auf den 1. August. Am 2. Juli machte die Regierung die Kandidatur dem französischen Botschafter bekannt. Sofort richtete sich die Aufmerksamkeit in Frankreich auf Preußen. Bedrängt vom französischen Ministerpräsidenten und vom Außenminister sagte der preußische Botschafter Werthern zu, König Wilhelm zu berichten.

### Forderungen der französischen Regierung

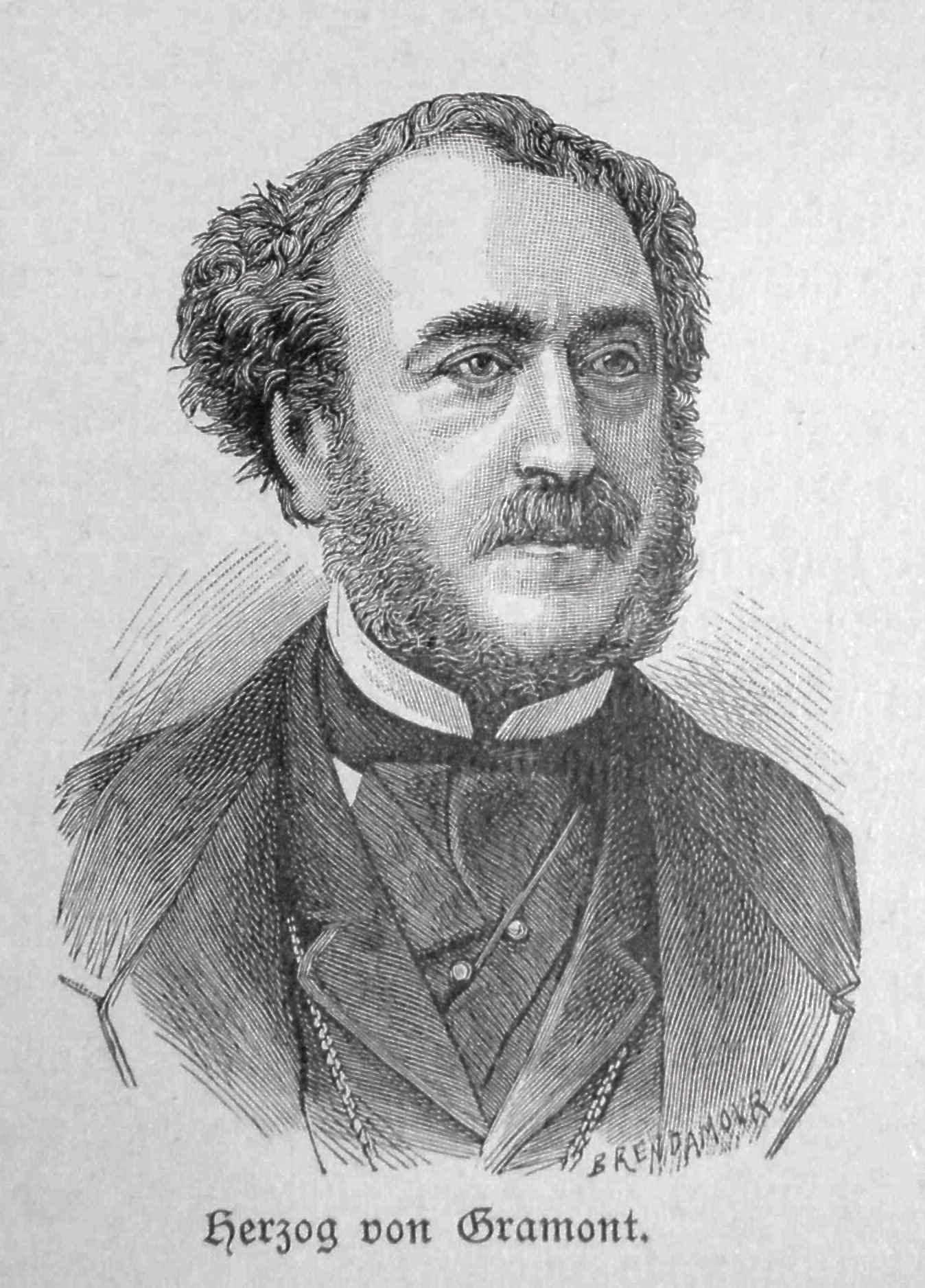
Antoine de Gramont, Außenminister des Französischen Kaiserreichs im Jahr 1870 (15. Mai bis 9. August)

Als die französische Regierung von der Hohenzollern-Kandidatur erfuhr, hätte sie mit einer öffentlichen Reaktion warten können. Das hätte ihr die Möglichkeit zu Verhandlungen eröffnet. Ihre tatsächliche Konfliktstrategie aber, wie sie im Kabinett am 6. Juli eingeschlagen wurde, engte ihren Handlungsraum unnötig ein, wie Wilfried Radewahn urteilt. Zum Hintergrund gehört, dass die französische Regierung fälschlicherweise davon ausging, dass im Kriegsfall Österreich und Italien ihr beistehen würden und Süddeutschland neutral bleiben würde. Man schätzte die Situation als günstig ein, um den Konflikt schrittweise eskalieren zu lassen.
Ebenfalls am 6. Juli hielt Außenminister Antoine de Gramont eine Rede vor dem französischen Parlament, die einer Kriegserklärung ähnelte. Wenn eine fremde Macht einen ihrer Prinzen auf den Thron Karls V. setze, werde dadurch das europäische Gleichgewicht zu Ungunsten Frankreichs gestört. Frankreich werde dann, ohne zu zögern, seine Pflicht tun. Am folgenden Tag wies Gramont Benedetti an, sofort zu König Wilhelm zu eilen und den Rückzug Leopolds zu verlangen.
Während in Europa Urlaubszeit war und Bismarck in Varzin weilte, bemühte der preußische Diplomat Werthern sich um den Frieden. Er schickte sogar einen Beauftragten zu Karl Anton, um sich für den Rückzug Leopolds einzusetzen. Benedetti sprach mit Wilhelm in Bad Ems, wo dieser zur Kur weilte, erstmals am 9. Juli. Wilhelm antwortete wie von Bismarck erwünscht, dass es sich um eine reine Familienangelegenheit handele. Als Oberhaupt der Dynastie Hohenzollern habe er zugestimmt, weil die Sigmaringer die Freiheit haben sollten zu entscheiden. Sogleich am 10. Juli aber schrieb Wilhelm an Karl Anton, Leopold solle die Kandidatur zurückziehen. Wilhelm wollte keinen weiteren Krieg. Leopold ließ den Rückzug am 12. Juli verkünden. Wawro: „Selbst ohne Bismarck an seiner Seite verstand Wilhelm nun, dass Napoleon III. der Sinn nach mehr als Sicherheit stand; ihm ging es um die Erniedrigung Preußens vor den Augen Europas.“

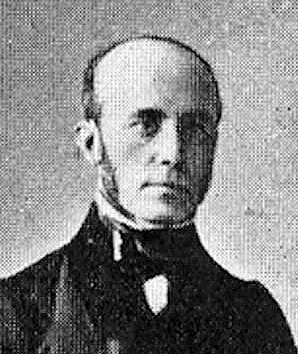
Vincent Benedetti, französischer Botschafter für Preußen seit 1864

In Frankreich war man über Leopolds Rückzug begeistert, die Kurse an der Börse stiegen um vier bis fünf Prozent. Napoleon III. und Ministerpräsident Ollivier waren zufrieden. Doch Außenminister Gramont, Kaiserin Eugénie und die Presse waren auf Krieg aus. Gramont verlangte vom preußischen Botschafter in Paris: König Wilhelm solle sich in einem Brief beim Kaiser entschuldigen. Während der Ministerpräsident abwesend war, schlug Gramont dem Kaiser vor, vom preußischen König Garantien für die Zukunft zu verlangen. Damit werde die Stellung der französischen Regierung gegenüber dem Parlament und der öffentlichen Meinung gestärkt. Napoleon zögerte, lenkte aber ein, nachdem die Kaiserin andernfalls den Untergang des Kaisertums vorhersagte. Die Entschuldigung solle aber nur in mündlicher Form verlangt werden.
Als Wilhelm erneut von Benedetti in Bad Ems angesprochen wurde, war er ehrlich überrascht. Die geforderte Garantieerklärung, dass Preußen nie wieder einen seiner Prinzen auf den spanischen Thron bringen werde, wollte er nicht abgeben. Er informierte nun offiziell die preußische Regierung über das Ansinnen. Letzteres war im Interesse Frankreichs.

### Emser Depesche und Bismarcks Mitteilung an die Presse
Heinrich Abeken war preußischer Diplomat und begleitete den König in Bad Ems. Abeken schickte am 13. Juli Bundeskanzler Bismarck ein Telegramm, das als „Emser Depesche“ in die Geschichte eingegangen ist. Darin gab Abeken wieder, was der König ihm berichtet hatte. Der König regte an, dass Bismarck die Presse von der Forderung Frankreichs und ihrer Zurückweisung informiert.

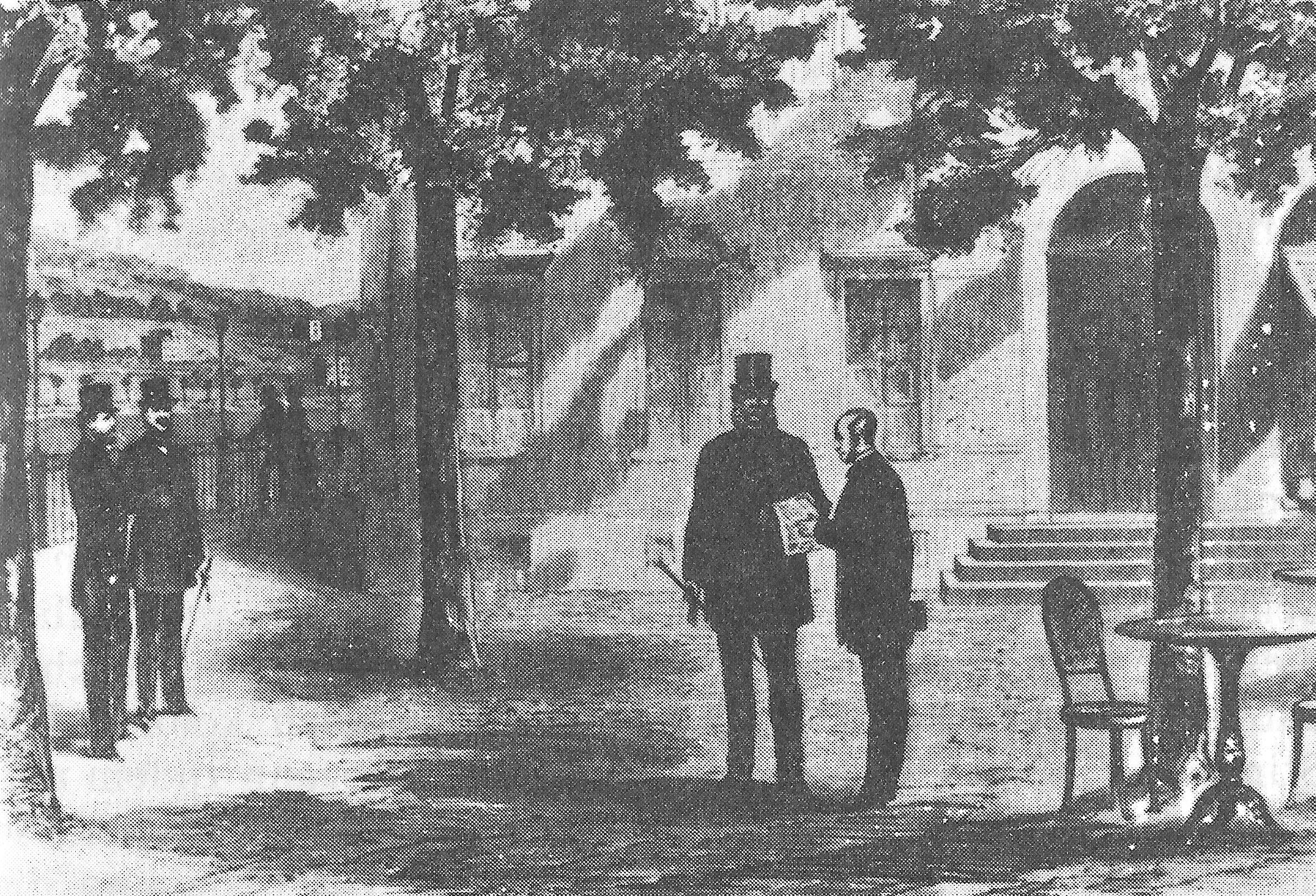
König Wilhelm von Preußen in Bad Ems mit dem französischen Botschafter Benedetti, wie ein Zeichner es sich vorgestellt hat

Bismarck ist später vorgeworfen worden, er habe das Telegramm verfälscht. Es war allerdings nicht seine Aufgabe, den regierungsinternen Text unverändert der Presse weiterzuleiten. So wäre es unpassend gewesen bekanntzumachen, dass der König den Botschafter Benedetti als sehr aufdringlich beurteilt hatte. Bismarck stand es also frei, wie er seine Wiedergabe der Ereignisse gestaltete. Er entschied sich dafür, sich eng an Abekens Text zu halten. Seinen eigenen Text schickte er an die preußischen Gesandtschaften an den deutschen Höfen und zugleich an die Presse. In Bismarcks Text waren mehrere Vorgänge zusammengefasst, so dass es aussah, dass sie sich auf das Gespräch auf der Promenade bezogen. Vor allem änderte Bismarck die Tonart. Sowohl das Ansinnen Benedettis als auch die Reaktion des Königs wirkten besonders brüsk, scharf und provozierend.
Unbeschadet der Einschätzung, wie sehr Abekens Text „verfälscht“ worden war, oder ob Bismarck die Begegnung der Sache nach oder atmosphärisch korrekt dargestellt hat: Bismarck hat seine Zuständigkeit als Bundeskanzler überschritten. Die norddeutsche Bundesverfassung sah nämlich eine Zusammenarbeit von Bundespräsidium (preußischer König) und Bundeskanzler vor. Bismarck war bewusst, welche Folgen seine Mitteilung an die Presse haben konnte. Er hätte sich also zuvor mit König Wilhelm absprechen müssen – der keinen Krieg wollte.

„Bismarck konnte sicher sein, daß diese Darstellung in Deutschland eine leidenschaftliche Aufwallung des Nationalgefühls hervorrufen werde. Ebenso gewiß war, daß Frankreich sie als eine schwere Beleidigung empfinden mußte. Napoleon III. konnte auf die umredigierte Emser Depesche, wenn er nicht alle Achtung verlieren wollte, nur mit der Kriegserklärung antworten. Die Umredaktion der Emser Depesche war eine Entscheidung, und zwar eine Entscheidung für den Krieg.“

Allerdings ist auch dem König ein verfassungsrechtlicher Vorwurf zu machen. Er hätte den Thronverzicht Leopolds nicht offiziell billigen dürfen, jedenfalls nicht ohne Zustimmung des verantwortlichen Bundeskanzlers. Von dieser Eigenmächtigkeit des Königs stand in Abekens Depesche nichts. Hätte Bismarck davon gewusst, hätte er zurücktreten müssen.
Als Frankreich am 16. Juli Preußen den Krieg erklärte, ging es schon gar nicht mehr um die Hohenzollern-Kandidatur, sondern nur noch um die nationale Ehre. Die sogenannte Emser Depesche (Bismarcks Mitteilung an die Presse) hatte aus einer dynastischen Frage und einer diplomatischen Affäre eine nationale Sache gemacht, so Nipperdey. Allgemein wurde in der Welt, und vereinzelt sogar in Frankreich, der Kriegsgrund als nichtig angesehen. Zum Beispiel in den USA stand Napoleon als Kriegstreiber da, der sich in eine innerspanische Angelegenheit eingemischt hatte. Tatsächlich sei es ihm nur um die Stärkung seines niedergehenden Reiches gegangen, ein Sieg sei für die Thronfolge des kaiserlichen Prinzen wichtig gewesen. Die Meinung des Auslands über Deutschland änderte sich erst, als die Annexion Elsaß-Lothringens gefordert wurde. Napoleon III. wurde im Krieg von den Deutschen gefangen genommen, und sein Kaiserreich wurde schließlich durch die Dritte Französische Republik abgelöst.

## Thronfolge durch Amadeus I.

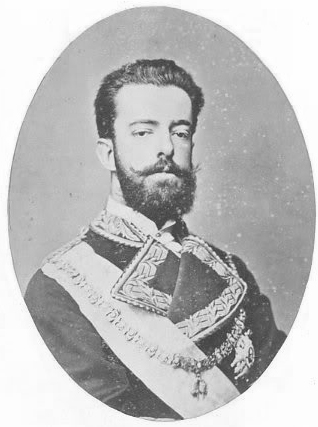
König Amadeus I. von Spanien, 1871 bis 1873. Aufgrund der angespannten politischen Lage in Spanien sah er sich zur Abdankung gezwungen.

Nach der unglücklichen Hohenzollern-Kandidatur wandte Prim sich wieder dem Herzog von Aosta zu, Amadeus. Das italienische Außenministerium erhielt die Erlaubnis, die Meinung in Europa zu erkunden, und danach gab Herzog Amadeus seine Zustimmung. Allerdings stand nur ein Teil der September-Koalition hinter ihm, die einst Isabella gestürzt hatte: Prim, die Fortschrittler und die Demokraten. Für die Liberale Union war er allenfalls tolerabel, nicht wirklich erwünscht. Die Republikaner, aber auch die konservativen Karlisten sowie die Anhänger des Bourbonen Alfons, lehnten den Herzog ab. Am 16. November 1870 wählten die Cortes, das spanische Parlament, ihn zum König.
Als Amadeus im Januar in Spanien ankam, erfuhr er sogleich, dass Prim ermordet worden war. Damit fehlte Amadeus’ Herrschaft von Anfang an der wichtigste Unterstützer. Prims Tod beendete auch die September-Koalition. Die Aristokratie war Amadeus gegenüber kühl, in den Madrider Theatern verspottete man ihn. Unter seiner Herrschaft kam es zu sechs Regierungen und drei Parlamentswahlen. Nach einem Skandal über den Umgang mit einem Offizier, dem seine Untergebenen die Gefolgschaft verweigert hatten, dankte König Amadeus im Februar 1873 ab.
Es folgte eine kurzlebige Erste Spanische Republik, in der das Land vier Präsidenten und einen Diktator sah. 1874 wurde Isabellas Sohn als Alfons XII. neuer König. Diese Restauration der Bourbonen ist der Ursprung der heutigen spanischen Monarchie, wenngleich mit einer Unterbrechung durch die Zweite Republik und durch das Regime Francos.

## Beurteilung der Rolle Bismarcks

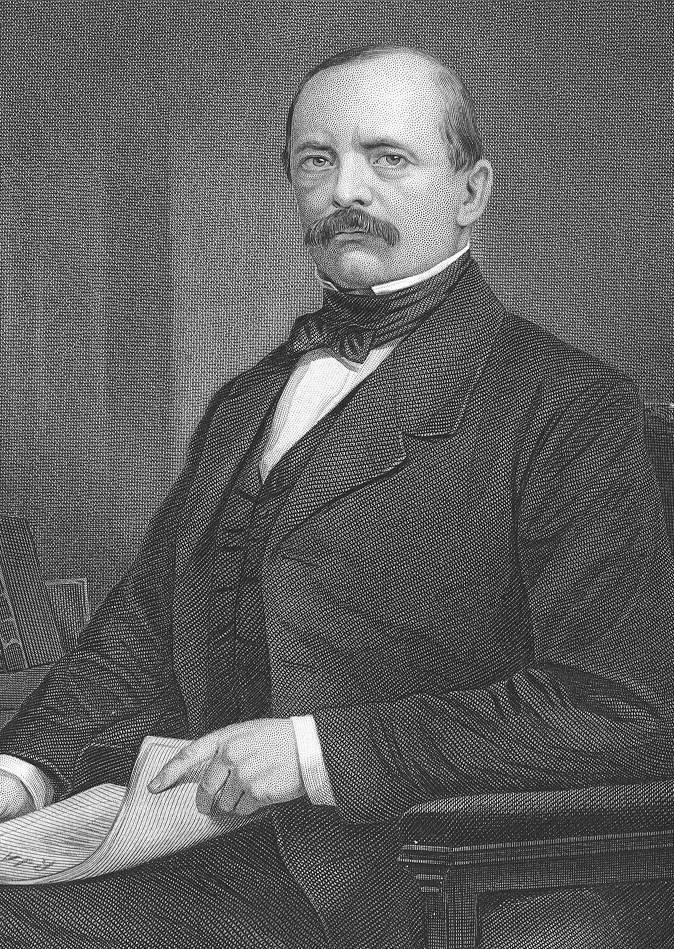
Otto von Bismarck, seit 1862 preußischer Ministerpräsident und seit 1867 norddeutscher Bundeskanzler

In der Geschichtswissenschaft und in der Öffentlichkeit ist immer wieder engagiert darüber diskutiert worden, welche Rolle Bismarck bei der Hohenzollern-Kandidatur spielte. Im Nachhinein schien der Bundeskanzler von Anfang an auf meisterhafte Weise die Fäden im Hintergrund gezogen zu haben, um das gewünschte Ergebnis zu erhalten: den Krieg mit Frankreich, der die süddeutschen Staaten in die Arme des Norddeutschen Bundes treiben würde.
Die Beurteilung Bismarcks hängt unter anderem davon ab, in welcher Situation man ihn im Jahr 1870 sah, nach etwa drei Jahren Norddeutscher Bund. Der Bund wurde im Inneren ausgebaut und verstärkte die Zusammenarbeit mit dem Süden, es gab aber auch Niederlagen für Bismarck wie die Zollparlamentswahl. Wawro hält die Position Bismarcks für fast so gefährdet wie die Napoleons. Beide hätten unter dem Druck gestanden, sich durch außenpolitische Erfolge zu rechtfertigen. Nipperdey hingegen findet nicht, dass Bismarck subjektiv oder objektiv unter besonderem Zeitdruck gestanden habe. Seine politischen Allianzen seien nicht so instabil gewesen, als dass er den Status quo nicht noch jahrelang ausgehalten hätte. Eine Flucht nach vorne, in den Krieg, sei nicht nötig gewesen.
Unterschiedliche Historiker wie Huber, Gall, Nipperdey und Wehler sind sich darin einig, dass Bismarck den Krieg nicht von langer Hand herbeigeplant hat. Der Bundeskanzler hielt sich mehrere Wege offen und nutzte die Gelegenheit, durch einen Hohenzollern auf dem spanischen Thron das Ansehen Preußens zu steigern. Als eine diplomatische Niederlage drohte, formulierte er seine Mitteilung an die Presse (die sogenannte Emser Depesche) im vollen Bewusstsein dessen, dass Frankreich so gut wie sicher den Krieg erklären würde.
„Bismarck kontrollierte die Ereignisse nicht,“ stellt Christopher Clark fest. Für Bismarck sei ein Krieg eine politische Möglichkeit gewesen, aber nur, wenn Frankreich ihn anfing. Der französischen Regierung sei es grundsätzlich darum gegangen, die privilegierte Stellung Frankreichs in Europa zu verteidigen. Ihre Bereitschaft, einen Krieg zu riskieren, habe daher nicht von Bismarck abgehangen. Frankreich zog in den Krieg, weil es überzeugt war, ihn zu gewinnen.

## Bewertung der Thronfolge
Trotz der politischen Wirren um das Jahr 1870 lässt sich dafür argumentieren, dass die spanische Politik in der Thronfolge-Frage „sehr erfolgreich“ gewesen sei, so Kleinmann. Amadeus war der ursprüngliche Wunschkandidat; Spanien wurde nicht in den Deutsch-Französischen Krieg hineingezogen; es gab keine Intervention von außen; Frankreichs neue Schwäche gab Spanien mehr Freiheit in der Außenpolitik. Daher kam es in Frankreich sogar zu einer Kriegsschuld-Legende gegen Spanien: Ministerpräsident Prim habe über seinen Komplizen Bismarck Frankreich und Preußen aufeinander gehetzt. Diese seien dann durch den Krieg abgelenkt worden, so dass Spanien ungestört die Thronfolge habe regeln können.
Leopold war in Kleinmanns Sicht ein „fast idealer Kandidat“ für Spanien, wenngleich es Spekulation bleibt, ob er tatsächlich eine ausreichende Mehrheit im Parlament erhalten hätte. Ein Haken war, abgesehen von Napoleons Ablehnung, dass Spanien sich vielleicht zu sehr an Preußen gebunden hätte. Als in Paris am 2. Juli 1870 die große Empörung entstand, ruderte Prim, der eigentlich Frankreich wohlgesinnt war, zurück, um Bismarcks Schlinge zu entgehen. Jedenfalls: Wäre Leopold spanischer König geworden, hätte ihn vermutlich dasselbe Schicksal wie Amadeus ereilt. Allerdings wäre in diesem Fall später, wenn die bourbonische Herrschaft in Spanien wiederhergestellt worden wäre, Napoleon III. wohl noch französischer Kaiser gewesen.